# Onitis tortuosus
Onitis tortuosus là một loài bọ cánh cứng trong họ Bọ hung (Scarabaeidae).